# Parque nacional Mole
Parque Nacional Mole (del inglés: Mole National Park) es el refugio de vida silvestre más grande del país africano de Ghana. El parque está situado en el noroeste de Ghana, en una sabana de pastizales y de ecosistemas ribereños, a una altitud de 150 m, con un fuerte escarpe que forma el límite sur del parque. La entrada del parque es accesible a través de la cercana ciudad de Larabanga. Los efímeros ríos Mole y Lovi fluyen a través del parque, dejando tras de sí sólo agujeros con agua durante la larga estación seca.

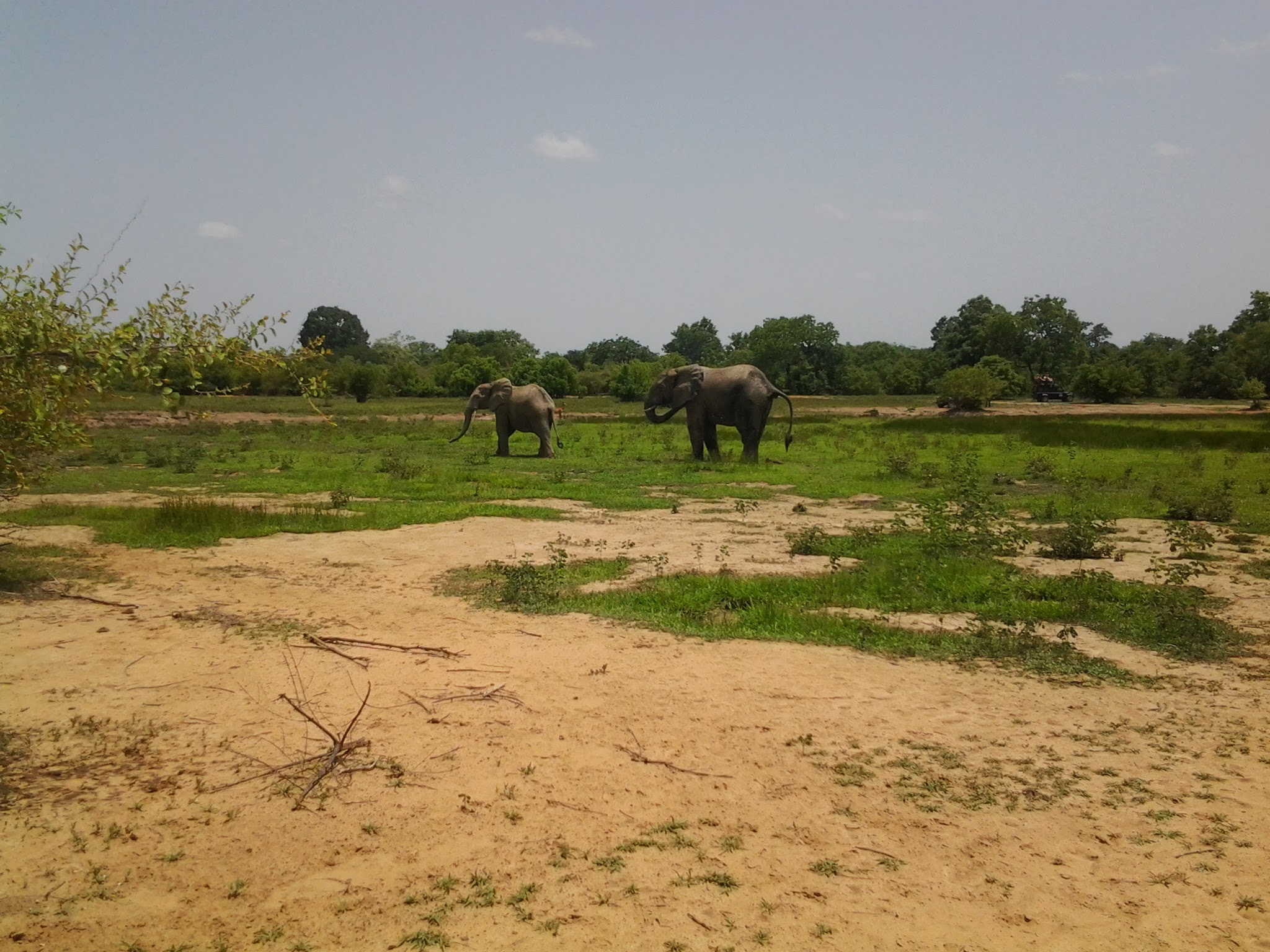
Elefantes en el parque.
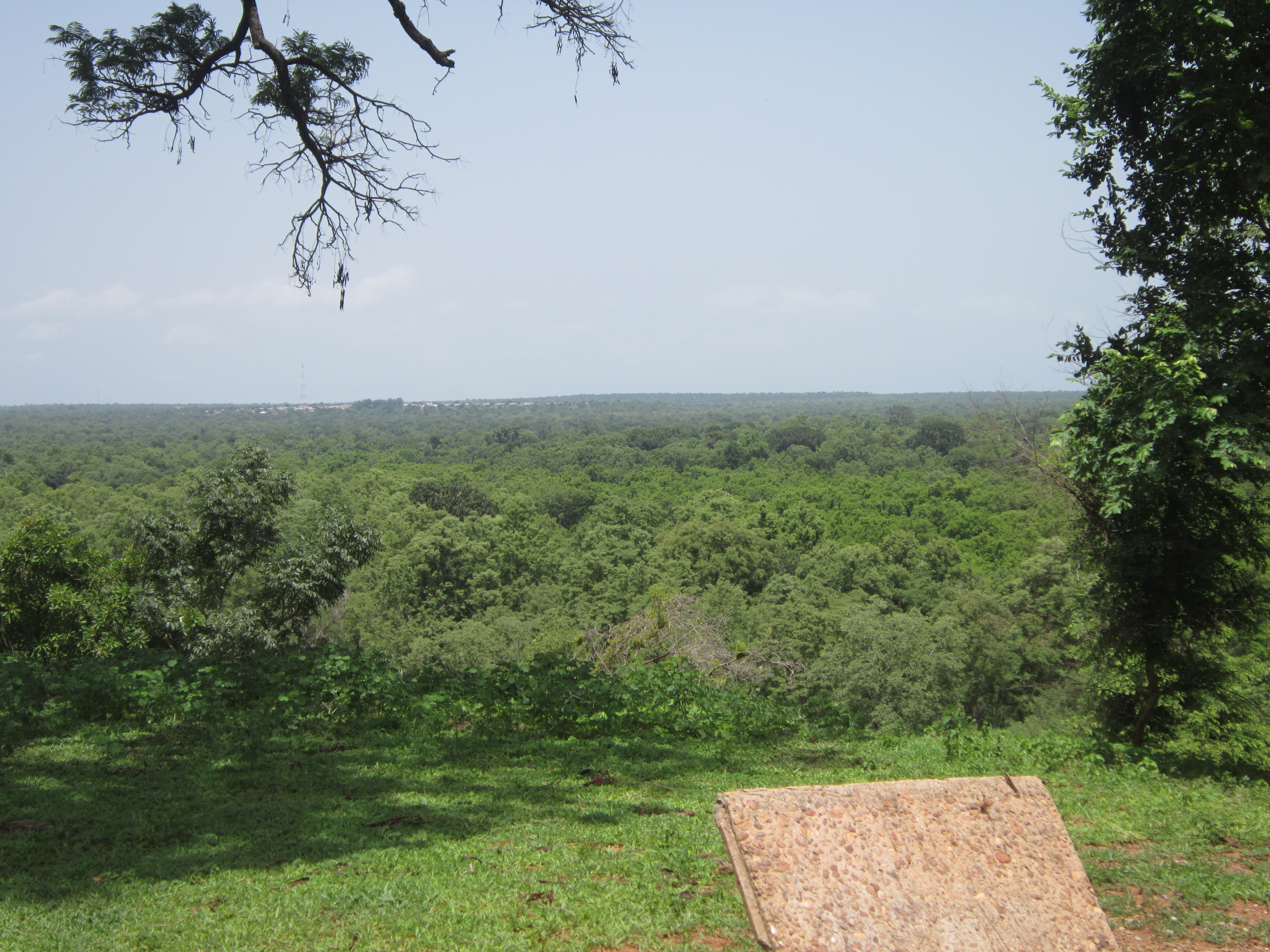
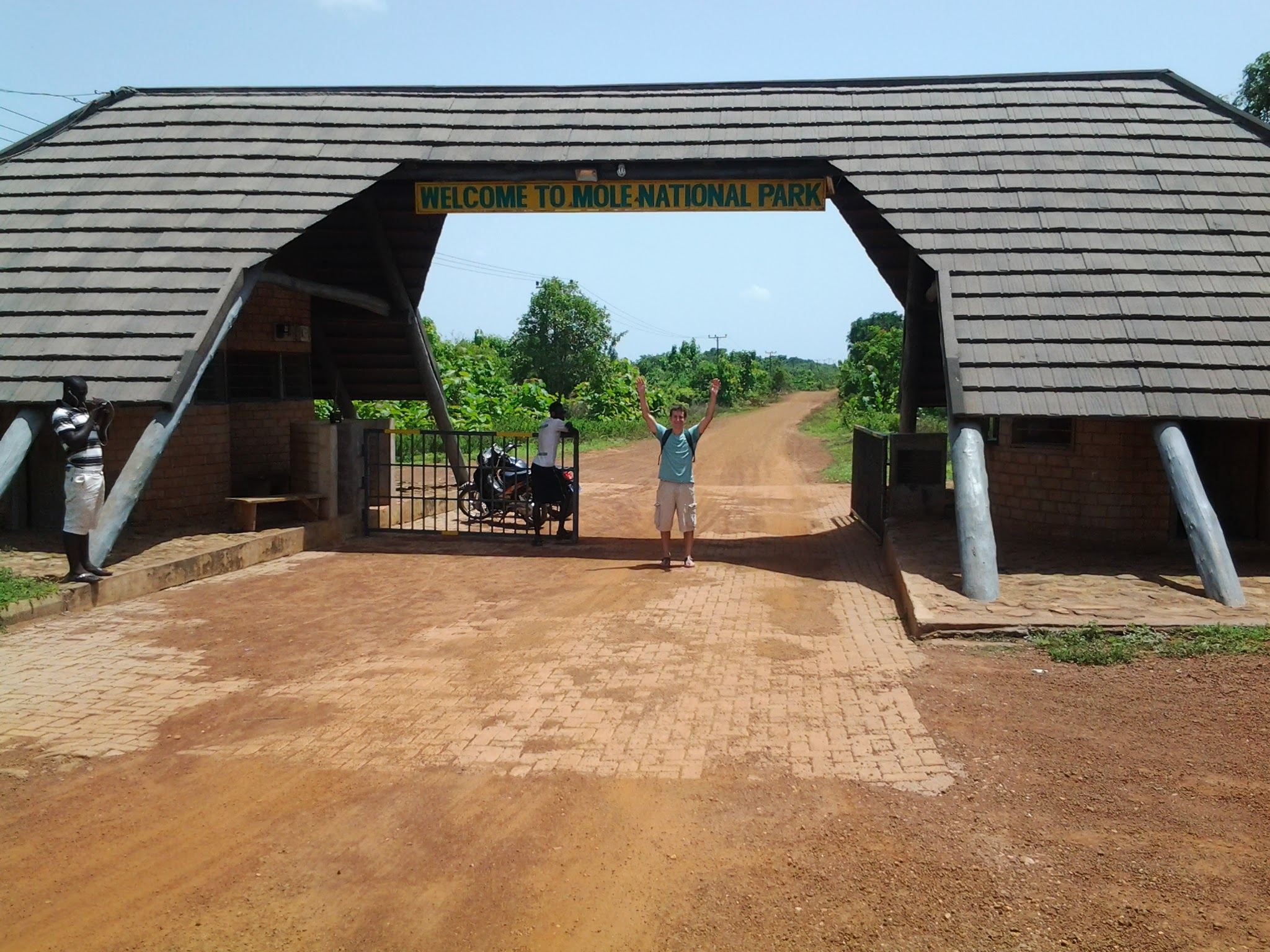
Entrada.